# Ретрограден анализ
Ретрогрàден анализ (рèтроанализ, РA) се нарича жанр на шахматната композиция, при който за изпълнение на задача е необходимо да се определи предисторията на дадена позиция. В шахматните задачи ретроградният анализ често се използва като техника за определяне кои ходове са били изиграни преди това, за да се достигне до определена позиция. Докато тази техника рядко е необходима за решаване на обикновени шахматни задачи, има цял набор от шахматни задачи, от които тя е важна част; такива задачи се наричат ретро, а цялата дисциплина се нарича ретрошах.
Според Международния кодекс ретроанализът принадлежи към специалните видове шахматна композиция. Ретроградният анализ от своя страна е разделен на редица ретрожанрове – ретрокомпозиции в класически стил, най-кратки игри за доказателство, ретрактори (задачи с вземане в обратните хододве), незаконни клъстери, задачи за оцветяване, задачи без дъска или без фигури и други.
Често срещани теми на ретроанализа: право на рокада, вземане на преминаване, правило за петдесет хода, ретропат, произвеждане на слаби фигури, ред на хода, ефект на цвят на фигури (офицери), ретроотчитане, доказателствената игра. Някои задачи може да задават специфични въпроси, свързани с историята на позицията, като например „Произведена ли е фигурата на определено поле от линия 1 или 8?“. Понякога е необходимо да се определи дали определена позиция е законна, което означава дали може да бъде достигната чрез поредица от законни ходове, без значение колко нелогични са. Това по същество е въпрос на логически разсъждения, с голяма привлекателност за любителите на пъзелите.